# Marolles-les-Braults (Marolles-les-Braults)
Marolles-les-Braults ist eine französische Gemeinde mit 2.014 Einwohnern (Stand: 1. Januar 2018) im Département Sarthe in der Region Pays de la Loire. Sie gehörte zum Arrondissement Mamers und zum Kanton Mamers.
Mit Wirkung vom 1. Januar 2019 wurden die ehemaligen Gemeinden Marolles-les-Braults und Dissé-sous-Ballon zur namensgleichen Commune nouvelle Marolles-les-Braults zusammengelegt und haben in der neuen Gemeinde den Status einer Commune déléguée. Der Verwaltungssitz befindet sich im Ort Marolles-les-Braults.

## Geographie
Marolles-les-Braults liegt rund 26 Kilometer südöstlich von Alençon. Die Orne Saosnoise und die Bäche Malherbe und La Gravée fließen durch das Gebiet.

## Geschichte
Urkundlich erwähnt wird die ehemalige Gemeinde unter verschiedenen Namen: Marolles-Les-Braults, Marolles-les-Beraux, Marojalum, Marolloe Braudi, Marolloe Beraldorum.

### Einwohnerentwicklung
- 1962 = 1 868
- 1968 = 1 805
- 1975 = 1 674
- 1982 = 1 840
- 1990 = 1 916
- 1999 = 2 121
- 2006 = 2 177
- 2018 = 2.014

## Sehenswürdigkeiten
- Kloster Saint-Symphorien aus dem 15./16. Jahrhundert, Monument historique[2]
- Kirche Sant-Remy

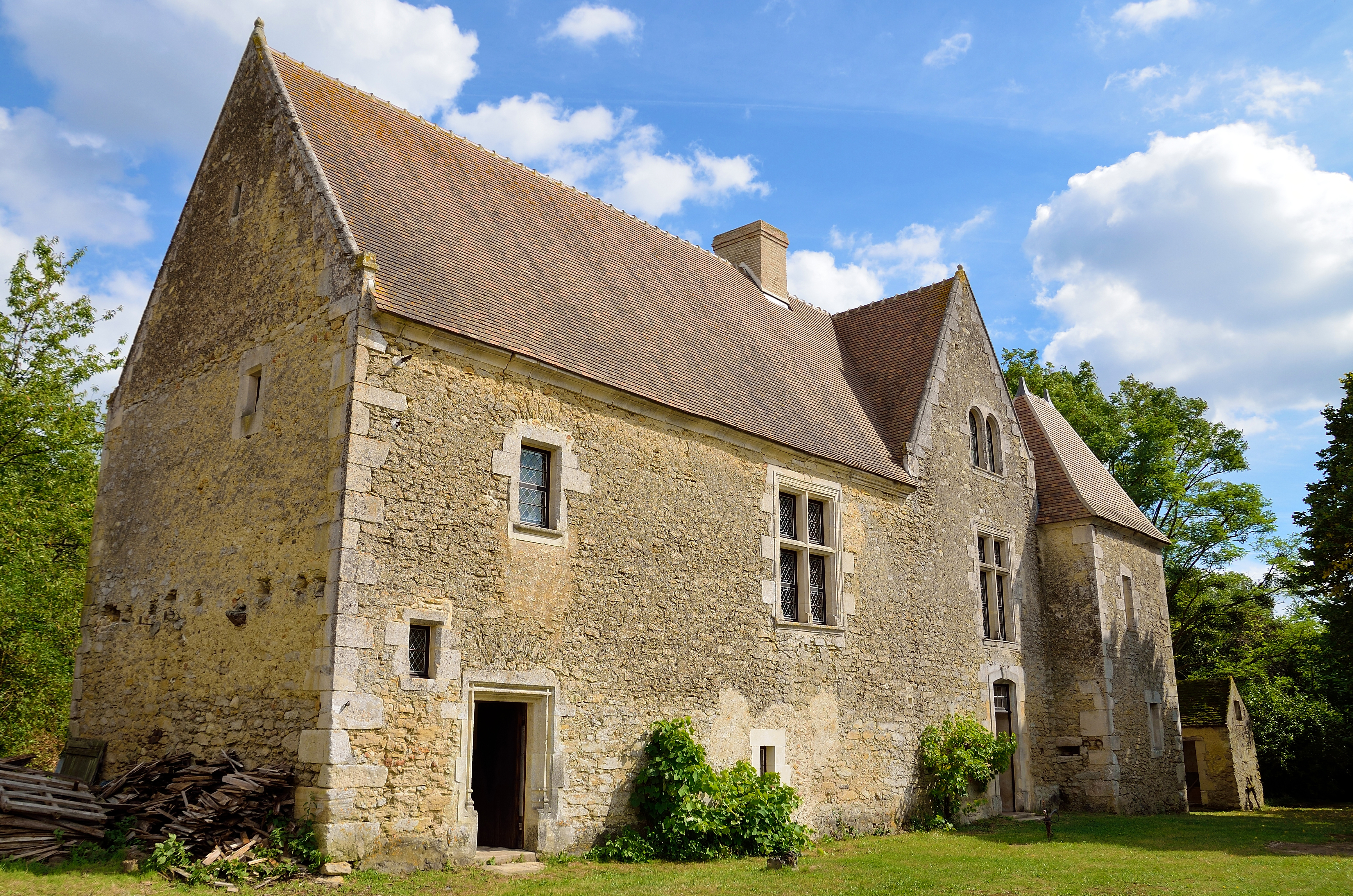
Kloster Saint-Symphorien
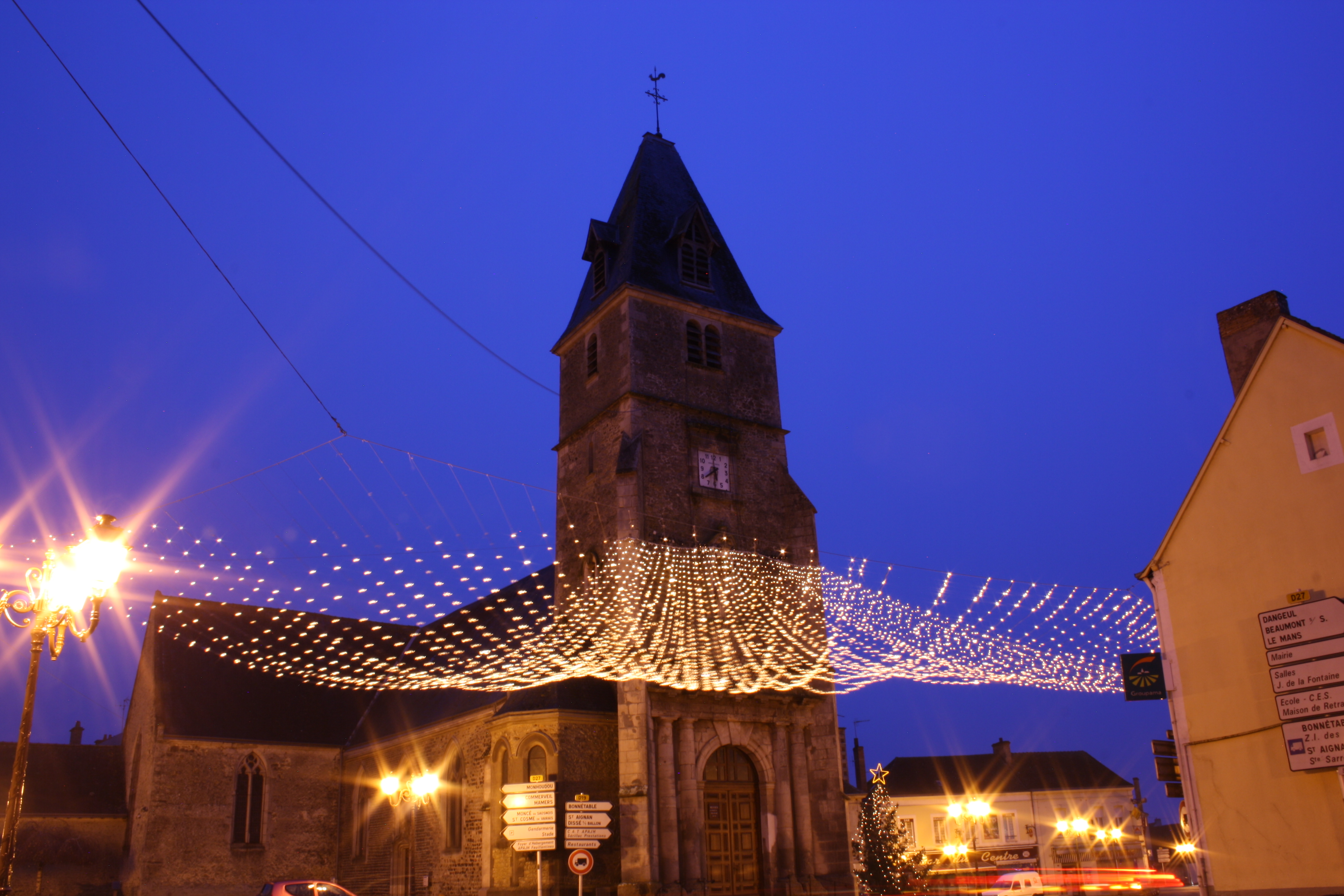
Kirche Sant-Remy